# Božena Nataša Ravnihar
Božena Ravnihar - Nataša, slovenska zdravnica in partizanka, * 18. marec 1914, Ljubljana, † 11. oktober 2002, Ljubljana. 
Maturirala je v Ljubljani, nato pa je študirala medicino. Sprva je študirala v Sloveniji, nato pa je leta 1936 odšla na izpopolnjevanje na Poljsko. Kasneje se je izobraževala tudi v Pragi, promovirala pa je v Beogradu leta 1940. Že kot študentka je bila levo usmerjena, po izbruhu druge svetovne vojne v Jugoslaviji pa je začela med zdravstvenim osebjem novačiti za OF. Postala je član Matičnega odbora zdravnikov OF in delala na političnem, vojaškem, organizacijskem in obveščevalnem sektorju. 28. maja 1942 se je s skupino zdravnikov pridružila NOB. Od 15. junija 1942 do 18. marca 1943 je bila pomočnica upravnika Glavne partizanske bolnice na Rogu, do 1. marca 1944 pa je bila vodja bolnice v sklopu Slovenske centralne vojaške partizanske bolnice, do 10. novemba 1944 je bila upravnica te bolnice na Snežniku, do osvoboditve pa je nato delovala kot glavna upravnica bolnic VII. korpusa v Črmošnjicah in članica sanitetnega oddelka Glavnega štaba NOV in POS. Po vojni je dobila vojaški čin rezervnega partizanskega majorja. Tudi po vojni je opravljala pomembne naloge v zdravstvu, bila pa je tudi redna profesorica na Medicinski fakulteti v Ljubljani. 15. aprila 1946 je bila imanovana za vodjo laboratorijev na Onkološkem inštitutu v Ljubljani. Leta 1949 je dala pobudo za ustanovitev službe za obvezno prijavljanje rakavih obolenj Ljudske republike Slovenije in jo sama organizirala v okviru Registra raka Republike Slovenije. Register raka je vodila od njegove ustanovitve leta 1950 do leta 1975 ter se posvetila statističnemu študiju rakavih obolenj in povezovanju s podobnimi institucijami v tujini. Med letoma 1963 in 1982 je bila direktorica Onkološkega inštituta. Poučevala je na Medicinski fakulteti v Ljubljani, od 1971 kot redna profesorica, in zasnovala Katedro za onkologijo in radioterapijo ter bila njena predstojnica med letoma 1967 in 1984.
Od oktobra 1947 do novembra 1948 se je kot štipendistka Svetovne zdravstvene organizacije izpopolnjevala v onkologiji na Švedskem, Norveškem, Danskem, v Franciji in Švici.

## Odlikovanja in priznanja
- red za hrabrost
- red partizanske zvezde III
- red zaslug za ljudstvo II
- partizanska spomenica 1941
- nagrada AVNOJ (1974)
- zaslužna profesorica Univerze v Ljubljani (1984)
- častna doktorica Univerze v Ljubljani (1989)